# Hadrolecocatantops kissenjianus
Hadrolecocatantops kissenjianus is een rechtvleugelig insect uit de familie veldsprinkhanen (Acrididae). De wetenschappelijke naam van deze soort is voor het eerst geldig gepubliceerd in 1914 door Rehn.